# Schleusenwärterhaus Mühlwörth 15 (Bamberg)

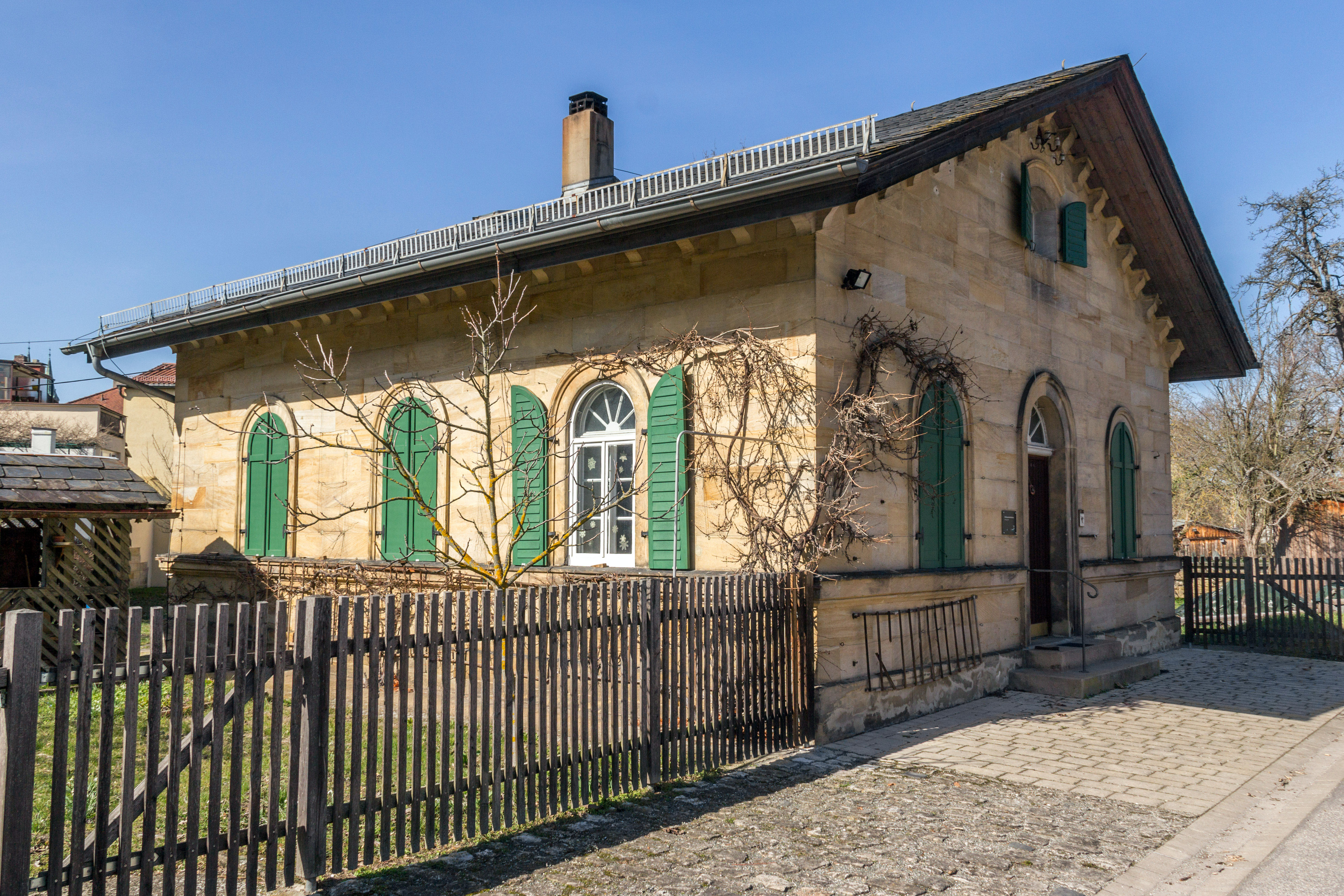
Schleusenwärterhaus in Bamberg

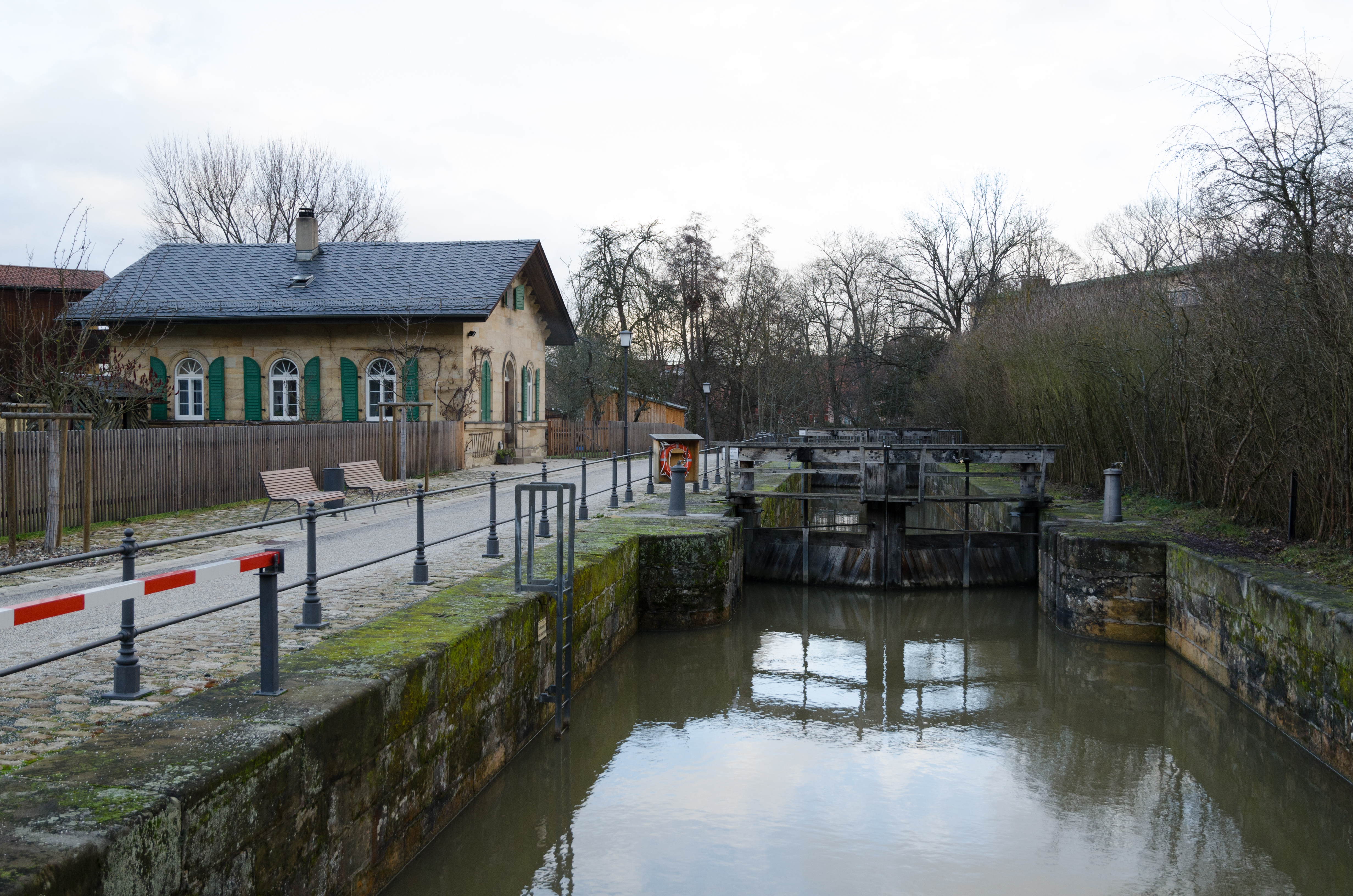
Alte Schleuse Bamberg mit dem Schleusenwärterhaus

Das Schleusenwärterhaus in Bamberg, einer oberfränkischen Stadt in Bayern, wurde zwischen 1836 und 1845 errichtet. Das Schleusenwärterhaus mit der Adresse Mühlwörth 15 ist ein geschütztes Baudenkmal.
Der eingeschossige Satteldach aus Sandsteinquadermauerwerk hat rundbogige Fenster und einen rundbogigen Eingang. Das Gebäude war Bestandteil des Ludwig-Donau-Main-Kanals, er stand an der ehemaligen Schleuse 100. Insgesamt gab es 69 Schleusen- und Kanalwärterhäuser, die nach einem Musterplan gebaut worden waren. Nur noch wenige dieser Gebäude sind erhalten.